# Колос Анничка
Колос Анничка, також Колос Ганна Валентинівна (нар. 3 березня 1969, м. Київ) — сучасна українська художниця декоративного текстилю, живописець, графік. Член НСХУ (1999).

## Біографія
Народилась Колос Анничка (справжнє ім'я Ганна Валентинівна Колос) 3 березня 1969 р. у м. Київ у творчій сім'ї. Мати – архітектор Колос Ганна Сергіївна, батько – В. Бавіловський. Анничка – онука художниці Галини Георгіївни Гізлер та мистецтвознавця Сергія Григоровича Колоса.
У 1996 р. закінчила Українську академію мистецтва та архітектури (майстерня В. Шості).
Працює у галузях живопису, графіки, декоративного мистецтва. Учасниця всеукраїнських художніх виставок з 1988 р. Персональні виставки проходять у Києві (1996, 1998, 2003, 2005, 2007–2009).
Створює натюрморти, тематичні картини, портрети, архітектурні композиції, пейзажі, гобелени.
Для творчості Аннички Колос характерні декоративізм, авторська стилізація, використання архітектурних мотивів, що зумовлює монументальну виразність композицій.
Окремі роботи зберігаються у Київському музеї російського мистецтва.

## Творчість

### Живопис
- «Анна Ярославна» (1998)
- «Либідь» (1998)
- «Золоті ворота» (1998)
- «Тадж-Магал» (1998)
- «Русалонька» (1998)
- «Ангел» (1998)
- «Піраміди» (1998)
- «Індія» (1998)
- «Свята Софія» (2002)
- «Київська Лавра» (2002)
- «Карнавал у Венеції» (2002)
- «Східний натюрморт» (2004)
- «У кафе» (2004)
- «Подруги» (2004)
- «Арлекіно» (2004)
- «Андріївський узвіз» (2007)
- «Бистра річка» (2007)
- «Ярославів Вал» (2008)
- «Букет із маками» (2008)
- «Мідні глеки» (2010)

### Гобелени
- «На городі верба рясна» (1989)
- «Т. Шевченко» (1995)
- «На Івана Купала» (1995)
- «Летіла зозуленька» (1996)